# Sergio Blázquez
Sergio Blázquez Sánchez, także Tekio (ur. 30 lipca 1990 w Molina de Segura) – hiszpański piłkarz występujący na pozycji obrońcy w Elche CF.